# Lifetimes
«Lifetimes» —en español: «Vidas»— es una canción de la cantante estadounidense Katy Perry. Fue lanzada a través de Capitol Records, junto con un video musical, el 8 de agosto de 2024, como el segundo sencillo de su  séptimo álbum de estudio, 143. La canción se inspiró en el amor de Perry por su hija. El video musical fue grabado en las Islas Baleares, España.

## Composición
Perry coescribió «Lifetimes» junto a LunchMoney Lewis, Rocco Valdes, Ryan Ogren, Sarah Hudson, Theron Thomas, y sus productores Vaughn Oliver y Dr. Luke. La cantante explicó que la canción está inspirada en su hija Daisy Dove Bloom: «Es curioso cómo a veces buscas a tu alma gemela en una pareja. [...] Para mí, vino en forma de Daisy. Escribí "Lifetimes" sobre ella. Cada noche, antes de dormirnos, le digo: "Te amo" y luego le pregunto: "¿Me encontrarás en todas las vidas?" y ella responde: "Sí"».

## Video musical

### Sinopsis
El videoclip, que se lanzó junto con la canción, fue dirigido por Stillz y grabado en las Islas Baleares, España. Muestra a Perry navegando en un bote frente a la costa de Ibiza, siendo llevada por un motociclista a través de la isla de Formentera y practicando deportes acuáticos en bikini junto a un grupo de personas antes de bailar en un club. Durante el video, anunció la lista de canciones de 143.

### Investigación
El 13 de agosto de 2024, el Departamento de Medio Ambiente y Movilidad del Gobierno de las Islas Baleares abrió una investigación sobre Perry para determinar si el videoclip causó daños ambientales a las dunas altamente protegidas de S'Espalmador; alegando que su equipo de producción no obtuvo la autorización adecuada para filmar en esta área ecológicamente rica. Un portavoz del sello discográfico de Perry, Capitol Records, declaró a Variety que su equipo de grabación obtuvo los permisos de filmación antes de la producción y recibió «aprobación verbal» de la Dirección General de la Costa y el Mar para grabar en las dunas. Capitol enfatizó que «cumplieron con todas las normativas asociadas a la filmación en esta área y tienen el máximo respeto por este lugar y por los funcionarios encargados de protegerlo». Aunque el videoclip no es necesariamente un «delito contra el medio ambiente», está siendo tratado como una infracción, ya que la filmación puede ser autorizada con los permisos adecuados.

## Posicionamiento en listas
| Listas (2024)                           | Mejor posición |
| --------------------------------------- | -------------- |
| Argentina (Monitor Latino)              | 11             |
| Austria (MusicTrace)                    | 43             |
| Bielorrusia (TopHit)                    | 48             |
| CEI (Tophit)                            | 43             |
| Costa Rica (Monitor Latino)             | 10             |
| Croacia (HRT)                           | 40             |
| República Checa (Rádio Top 100)         | 40             |
| El Salvador (Monitor Latino)            | 4              |
| Estonia (TopHit)                        | 118            |
| Guatemala (Monitor Latino)              | 19             |
| Japón (Billboard Japan)                 | 7              |
| Letonia (TopHit)                        | 1              |
| Lituania (TopHit)                       | 10             |
| México (Monitor Latino)                 | 8              |
| Nueva Zelanda (RMNZ)                    | 11             |
| Nicaragua (Monitor Latino)              | 5              |
| Panamá (Monitor Latino)                 | 14             |
| Paraguay (Monitor Latino)               | 16             |
| Polonia (Polish Airplay Top 100)        | 34             |
| Rusia (TopHit)                          | 44             |
| Reino Unido (UK Singles Chart)          | 89             |
| Uruguay (Monitor Latino)                | 10             |
| Estados Unidos (Bubbling Under Hot 100) | 15             |

| Listas (2024)     | Mejor posición |
| ----------------- | -------------- |
| CIS (TopHit)      | 89             |
| Letonia (TopHit)  | 56             |
| Lituania (TopHit) | 40             |